# Памятник Йонджалы
Памятник Йонджалы (азерб. Yoncalı abidəsi) — поселение и некрополь, относящиеся к железному и античному периодам, расположенные в селе Эйричай, в городе Фазиль Шекинского района Азербайджана. Памятник имеет площадь более 10 гектар на высоком холме.

## Географическое расположение
Памятник Йонджалы расположен в Эйричай, на юго-западной стороне села Фазиль Шекинского района. Данный памятник разделен на две основные части: верхнюю и центральную. Центральная часть называется Йонджали I, а верхняя часть — Йонджали II. Йонджали I — иногда называют «Габирустю» (над могилой). Данная местность «Габирустю» с одной стороны окружена Эйричаем, с западной и северо-западной стороны — болотом.

## Археологические исследования
Памятник Йонджали был зарегистрирован археологом Насибом Мухтаровым в 1990-х годах. Археологические исследования памятника были проведены в 2013—2015 годах экспедицией, организованной Институтом археологии и фольклора НАНА (руководитель Насиб Мухтаров). Исследования показали, что центральная часть памятника — территория под названием «Вершина кладбища» — содержит период от античности до распространения ислама, а северная часть — период до античности. В 2013 году при исследовании могильного памятника были найдены 3 наконечника стрел скифского типа. Один из них был найден в форме прикреплённый на бедренную кость. Это позволяет предположить, что человек был ранен в бою. Наконечники стрел являются одним из важных факторов, указывающих на присутствие скифов в этой местности. Скифские наконечники стрел указывают на то, что захоронение здесь произошло в конце VIII — в VI веке до н.э.. Исследования, проведённые в 2013 и 2014 годах, показали, что большая часть могил, обнаруженных в верхних слоях, принадлежала представителям среднего и высшего сословий, а обнаруженные в нижних слоях в 2015 году принадлежали представителям низших классов.

## Характерная особенность погребений
В результате археологических исследований в памятнике Йонджалы были обнаружены погребальные обычаи, захоронения в памятнике осуществлялись в основном в земляных могилах, могилы располагались на глубине 150—200 см от поверхности земли. Могилы имеют ширину 50-120 см и длину 150—180 см. Тела в могилах сильно загнивали. Скелеты были захоронены в завернутой форме. В некоторых частях некрополя были обнаружены двухслойные захоронения. Первый слой снизу — это «бедные» (так условно называются по обнаруженным материально-культурным образцам) могилы. Изредка в этих могилах находят бусы или следы железного оружия. Если в «богатых» могилах большая часть керамики была представлена целыми экземплярами, то в «бедных» могилах керамика состояла преимущественно из частей туловища и сиденья, а целые сосуды хоронили редко. В могилах обоих слоев зафиксированы куски древесного угля и слой пепла. Возможно, что перед тем, как хоронить покойного, местная община разжигала костёр внутри или снаружи могилы, остатки пепла и угля рассылались в гроб.